# Esther Povitsky
Esther Povitsky (Chicago, 2 maart 1988) is een Amerikaans actrice en comédienne. Ze speelde in diverse films en series, waaronder Home Sweet Home Aone, Jimmy Kimmel Live! en iCarly.

## Filmografie

### Film
- 2008: The Express: The Ernie Davis Story, als tiener model
- 2010: April, als Val Monroe
- 2011: All in All, als Nicole
- 2011: The Eater, als Sany
- 2014: My Daughter's Boyfriend, als Sara Martinson
- 2015: Alone Together, als Esther
- 2015: What a Nice Party
- 2016: Worst Birthday
- 2018: Dude, als Alicia
- 2021: Mark, Marry & Some Other People, als Esther
- 2021: Home Sweet Home Alone, als Daisy Breckin
- 2024: Drugstore June, als June
- 2024: Lost & Found in Cleveland, als Sara Levine

### Televisie

#### Als actrice
- 2010-2011: Jimmy Kimmel Live!, als verschillende personages
- 2011: New Girl, als Krystal
- 2012: Daddy Knows Best, als babysitter
- 2013: Parks and Recreation, als Julie
- 2014: Pound House, als telefoonmeisje
- 2014: Hope and Randy, als Hope
- 2014: Key & Peele, als Cassie
- 2014: Six Guys One Car, als pandjeshuis meisje
- 2015: Difficult People, als Cissy Donato
- 2016: Workaholics, als Jordana
- 2016: Lady Dynamite, als Kristy Coombs
- 2016: The Amazing Gayl Pile, als Jenny
- 2016: Brooklyn Nine-Nine, als Emily
- 2016-2018: Love, als Alexis
- 2016-2019: Crazy Ex-Girlfriend, als Maya
- 2018: Alone Together, als Esther
- 2018: The Story of our Times, als Candace
- 2019: Shrill, als Kayla
- 2019-2022: Dollface, als Izzy
- 2021: iCarly, als Brooke
- 2022: Reboot, als Marcy

#### Als comédienne
- 2013: Brody Stevens: Enjoy it!
- 2013: Adam Devine's House Party
- 2014: Talking Marriage with Ryan Bailey
- 2014: Eshter With Hot Chicks
- 2015: Comics Unleashed
- 2015: Candidly Nicole
- 2015-2017: Cocktales with Little Esther
- 2015-2016: @midnight
- 2016: Not Safe with Nikki Glaser

## Podcasts
- 2011-2014: Brode & Esther
- 2012-2017: Weird Adults with Little Esther
- 2017-heden: Glowing Up
- 2020-heden: My Pleasure (voorheen bekend als Esther Club)
- 2021-heden: Trash Tuesday (voorheen bekend als Bloodbath)
- 2021: Edith!
- 2024: Very Unbecoming, als Sofia